# سیارک ۱۳۲۱
سیارک ۱۳۲۱ (به انگلیسی: 1321 Majuba، نامگذاری:1934JH) هزار و سیصد و بیست و یکمین سیارک کشف شده‌است که در ۷ مه ۱۹۳۴ کشف شد.
قدر مطلق سیارک برابر ۱۰٫۲۸ است.